# Rhamphomyia pilimanicula
Rhamphomyia pilimanicula är en tvåvingeart som beskrevs av Saigusa 1964. Rhamphomyia pilimanicula ingår i släktet Rhamphomyia och familjen dansflugor. Inga underarter finns listade i Catalogue of Life.